# Великий Лар'як
Великий Лар'як (рос. Большой Ларьяк) — присілок у складі Нижньовартовського району Ханти-Мансійського автономного округу Тюменської області, Росія. Входить до складу Лар'яцького сільського поселення.
Населення — 48 осіб (2010, 42 у 2002).
Національний склад станом на 2002 рік: ханти — 95 %.